# Pianosonates nr. 19 en 20 (Beethoven)
Pianosonate nr. 19 in g mineur, op. 49 nr. 1, en pianosonate nr. 20 in G majeur, op. 49 nr. 2, zijn twee korte, relatief simpele sonates van Ludwig van Beethoven. Sonate nr. 19 is gedurende 1795 tot 1798 geschreven, sonate nr. 20 gedurende 1795 tot 1796. Beide sonates duren circa 8 minuten.

## Sonate nr. 19
De sonate bestaat uit twee delen:
- I Andante
- II Rondo: allegro

#### Andante
Dit is het eerste deel van de sonate. Het stuk heeft een sonatevorm, staat in g mineur, heeft een 2/4 maat en duurt circa 4 minuten.

#### Rondo: allegro
Dit is het tweede en laatste deel van de sonate. Het stuk heeft een rondo-vorm. Het heeft een 6/8 maat en duurt ongeveer vier minuten.

## Sonate nr. 20
De sonate bestaat uit twee delen:
- I Allegro, ma non troppo
- II Tempo di Menuetto

### Allegro, ma non troppo
Dit is het eerste deel van de sonate. Dit deel heeft een sonatevorm. De twee thema's ondergaan in de doorwerking weinig veranderingen. Het stuk staat in G majeur, heeft een 2/2 maat en duurt circa 4 minuten.

### Tempo di Menuetto
Dit is het tweede en laatste deel van de sonate. Het staat in G majeur, heeft een 3/4 maat en duurt circa 4 minuten.